# United Football League de Filipinas
La United Football League Division 1, también conocida como LBC United Football League Division 1 por razones publicitarias, fue la primera división del fútbol de Filipinas siendo la liga más importante de ese país, opera bajo la Federación Filipina de Fútbol. En 2016 desaparece para dar paso a la Philippines Football League que será una liga profesional y con equipos de toda Filipinas.

## Equipos 2016
| Club                         | Fundación | Ciudad          |
| ---------------------------- | --------- | --------------- |
| Agila FC                     | 2011      | Quezon City     |
| Ceres FC                     | 2012      | Bacolod         |
| Forza FC                     | 2010      | Muntinlupa City |
| Global FCa, b                | 2000      | Tacloban        |
| Green Archers United FCa, b  | 1998      | Muntinlupa City |
| JP Voltesa                   | 2009      | Manila          |
| Kaya FCa, b                  | 1996      | Makati          |
| Laos FC                      | 2000      | Tacloban        |
| Loyola Meralco Sparks FCa, b | 2006      | Quezon City     |
| Manila Nomads SCa            | 1914      | Parañaque       |
| Pasargad FC                  | 1996      | Manila          |
| Stallion FC                  | 2001      | Iloilo          |

a: Miembros fundadores de la United Football League

b: Nunca ha descendido a la UFL Division 2
- El Laos ascendió tras ganar el título de la UFL Division 2 en 2015
- JP Voltes ascendió luego de vencer al Team Socceroo, 12–1 en el playoff de ascenso
- Agila, Forza y Pasargad originalmente eran de la UFL Division 2. Pero esa liga fue descontinuada y los clubes se integraron a la máxima categoría.
- Philippine Army GTI, Manila Jeepney, y Pachanga Diliman salieron voluntariamente de la liga por no tener fondos suficientes para continuar.
- Manila Nomads regresó a la UFL luego de estar un año en la UFL Division 2.
- Global y Stallion se mantuvieron en la UFL Division 1 desde su primer ascenso.

## Estadios
| - Manila Nomads Sports Club - Rizal Memorial Stadium - UMak Track and Oval Field - Turf at Bonifacio Global City (División 2) |

## Palmarés

### Campeonato Nacional
| - 1911: All Manila - 1912: Bohemian Club (Manila) - 1913: Bohemian Club (Manila) - 1914: Nomads SC (Parañaque) - 1915: Bohemian Club (Manila) - 1916: Bohemian Club (Manila) - 1917: Bohemian Club (Manila) - 1918: Bohemian Club (Manila) - 1919: no disputado - 1920: Bohemian Club (Manila) - 1921: Bohemian Club (Manila) - 1922: Bohemian Club (Manila) - 1923: Ferencváros TC - 1924: Cantabria - 1925: International - 1926: Ateneo FC (Manila) - 1927: Bohemian Club (Manila) - 1928: San Beda College - 1929: Peña Ibérica - 1930: San Beda Athletic Club - 1931: San Beda Athletic Club - 1932: San Beda Athletic Club - 1933: San Beda Athletic Club - 1934: University of Santo Tomás - 1935: Malaya Command (Singapur) - 1936-50: no disputado - 1951-66: desconocido - 1967: Manila Lions FC - 1968-80: desconocido | - 1980/81: CDCP (Manila) - 1981/82: Philippine Navy - 1982/83: Philippine Air Force - 1983/84: San Miguel Corporation (Mandaluyong) - 1985: Philippine Air Force - 1986: no disputado - 1987: Dumaguete FC - 1988: M Lhuillier Jewellers FC (Cebú) - 1989: Philippine Air Force - 1990: Bacalod FC - 1991: Philippine Navy - 1992: desconocido - 1993: desconocido - 1994: Pasay City - 1995: Makati - 1996: desconocido - 1997: Philippine Air Force - 1998: NCR South - 1999: NCR-B (combinado Navy y Air Force) - 2000: desconocido - 2001: desconocido - 2002: desconocido - 2003: desconocido - 2004: NCR - National Capital Region - 2005: NCR - National Capital Region - 2006: Negros Occidental FA - 2007: NCR - National Capital Region - 2008: Philippine Army (Filipino Premier League) |

### United Football League Division 1
| Temporada | Campeón              | Subcampeón            | Tercero                    | Máximo Goleador   | Club                  | Goles |
| --------- | -------------------- | --------------------- | -------------------------- | ----------------- | --------------------- | ----- |
| 2010      | Philippine Air Force | Kaya FC               | Unión Internacional Manila | Izzo Elhabbib     | Global FC             | -     |
| 2011      | Philippine Air Force | Global FC             | Philippine Army            | Izzo Elhabbib     | Global FC             | 7     |
| 2012      | Global FC            | Kaya FC               | Loyola Meralco Sparks      | Phil Younghusband | Loyola Meralco Sparks | 23    |
| 2013      | Stallion Santa Lucia | Global FC             | Loyola Meralco Sparks      | Rufo Sánchez      | Stallion Santa Lucia  | 18    |
| 2014      | Global FC            | Loyola Meralco Sparks | Kaya FC                    | Mark Hartmann     | Global FC             | 27    |
| 2015      | Ceres FC             | Global FC             | Loyola Meralco Sparks      | Adrián Gallardo   | Ceres FC              | 18    |
| UFL 2016  | Global FC            | Ceres FC              | Loyola Meralco Sparks      | Adrián Gallardo   | Ceres FC              | 30    |

## Títulos por club
Se considera desde la temporada 2010, con el inicio de la United Football League.
| Club                  | Campeón | 2° | Años campeón     |
| --------------------- | ------- | -- | ---------------- |
| Global FC             | 3       | 3  | 2012, 2014, 2016 |
| Philippine Air Force  | 2       | -  | 2010, 2011       |
| Stallion Santa Lucia  | 1       | -  | 2013             |
| Ceres FC              | 1       | 1  | 2015             |
| Kaya FC               | -       | 2  | -----            |
| Loyola Meralco Sparks | -       | 1  | -----            |